# Adina Berciu-Drăghicescu
Adina Berciu-Drăghicescu (n. 1950, București) este un profesor universitar, istoric, cercetător și autor român, cunoscută pentru contribuțiile sale în domeniul studiului istoriei poporului român și a minorităților românești sud-dunărene, aromâne, cu preponderență asupra istoriei poporului român din perioada  Evului Mediu, și de asemenea din perioada dintre sfârșitul secolului XIX și începutul secolului XX.  

## Biografie
Dorina Adina Berciu-Drăghicescu (născută Berciu) s-a născut în București, într-o familie de intelectuali care include între veri pe omul de știință Viorica Mărâi și pictorul Ioan Atanasiu Delamare. Mama sa a fost profesorul universitar germanist Lucia Berciu, iar tatăl său a fost istoricul și arheologul academician Dumitru Berciu. Este cea mai mică din cele două fiice ale familiei soților Berciu.
Adina Berciu-Drăghicescu a absolvit în 1973 cursurile Facultății de Istorie din Universitatea din București. În 1981 i-a fost acordată diploma de doctorat în istorie, de asemenea de către Universitatea din București. Este profesor universitar la Facultatea de Istorie a Universității din București.

## Activitate profesională
Dincolo de activitatea pedagogică, Adina Berciu-Drăghicescu este un cercetător în istorie, și un prolific autor de cărți de istorie a poporului român, și în particular de cărți de istorie a românilor din Bucovina, Basarabia, și Macedonia. Conform catalogului internațional al bibliotecilor, WorldCat, copii ale cărților sale există în colecțiile a peste 25 de biblioteci academice, atât în România cât și în străinătate.
În particular, în anul 2020 șapte din cărțile sale erau deja incluse în colecția Bibliotecii Congresului Statelor Unite:
- „Basarabenii și bucovinenii între drept internațional și dictat: documente 1944-1945” (Ed. Șansa, 1995), scrisă împreună cu Lidia Brânceanu[3]

- „Războiul dintre geți și perși, 514 î.e.n.” (Ed. Militară 1986), împreună cu Dumitru Berciu[4]

- „Relații româno-elvețiene: bibliografie generală” (Ed. Universității din București, 2011)[5]

- „Aromânii în publicațiile culturale, 1880-1940” (Ed. Sigma, 2003)[6]

- „Tricolorul României” (Ed. Sigma, 1995)[7]

- „Unirea Basarabiei cu România” (Ed. Globus, 1990)[8]

- „O domnie umanistă în Moldova, Despot-Vodă” (Ed. Albatros, 1980)[9]

Unele din aceste cărți sunt, de asemenea, incluse în colecțiile bibliotecilor universităților din Statele Unite.